# Вторая битва за Бенгази
Вторая битва за Бенгази — сражение ливийской гражданской войны 2011 года между войсками лояльными лидеру ливийской Джамахирии М.Каддафи и повстанцами. Во время сражения Совет Безопасности ООН принял резолюцию 1973, которая открыла путь международной интервенции в Ливию.

## Наступление войск Каддафи
17 марта появились сообщения, что бои завязались на окраинах Бенгази — оплота восставших. Победы армии Каддафи над восставшими были достигнуты за счёт использования артиллерии, танков и авиации. Однако, в виду эскалации конфликта, в ночь на 18 марта Совет Безопасности ООН принял Резолюцию 1973 от 17 марта (по Нью-Йоркскому времени), разрешающей применение силы в Ливии, исключая наземное вмешательство.
19 марта, согласно сообщениям телеканала Аль-Джазира, корреспонденты которого присутствовали в Бенгази, утром (7:30 по местному времени) начался обстрел города с артиллерийских орудий. В 9 часов утра началась первая атака на город, которая, как сообщается, к середине дня (14:30 по местному времени) была отбита. Стало также известно, что самолёт восставших МиГ-23 был по ошибке сбит системой ПВО на окраине города (район Аль-Доллар). Пилот, полковник Мухаммед Мубарак аль-Окайли, как сообщается, не выжил.

## Иностранная интервенция
19 марта (в 16:00 по местному времени), французские истребители вошли в воздушное пространство Ливии, совершив воздушную разведку с целью подготовки интервенции. Затем, в 16:45, началась интервенция в Ливию с уничтожения нескольких единиц бронетехники войск Каддафи. Позже Al Jazeera сообщила Французские истребители уничтожили по меньшей мере четыре режима силы танков; однако это не было подтверждено Франции
По сообщениям Аль-Джазиры, во время боёв за Бенгази, из города начался поток беженцев на восток, в другие подконтрольные восставшим города. Аль-Джазира сообщала об атаках британских и американских крылатых ракет на аэродромы и другие военные объекты в Ливии, операция была названа «Odyssey Dawn» («Одиссея Рассвет»). Затем, ВВС США сосредоточились на наземных целях.
20 марта, ВВС Франции, Великобритании и США утром нанесли удар по танковой колонне (в течение двух часов). Агентство Reuters подтвердило, что французской авиацией было уничтожено как минимум 7 танков и две единицы БМП. В этот же день адмирал флота США Майкл Мюллен заявил, что международная коалиция отразила «атаку режима на Бенгази».